# Jordi de Manuel
Jordi de Manuel i Barrabín (Barcelona, 1962) es un profesor de ciencias de la naturaleza y escritor. Compagina la literatura con la docencia y la investigación. Es miembro de la Sociedad Catalana de Ciencia Ficción y Fantasía (SCCFF).
Ha publicado cuentos y novelas para niños y adolescentes: El pes de la por (1998, junto a Sílvia Vega), El somni de la nena bruna (Premio de Literatura Infantil Ciudad de Ibiza, 2000), De tots colors (2001), Els ulls d’Abdeslam (2001), Set de llops (2003), o El beuratge (2003).
También ha escrito novelas y cuentos para adultos: Tres somnis blaus (Premio Valldaura, 2000), Cels taronges (Premio Ciudad de Mollerussa, 2001), Cabells porpres (Premio Pere Calders de Literatura Catalana, 2002), Pantera negra (Premio de Prosa de Ficción Sant Just Desvern, 2004, bajo el seudónimo Joan Gols) o Calcs (Premio Manuel de Pedrolo de Ciencia Ficción, 2005). Con la recopilación de relatos Disseccions (2001), ganó el Premio El Lector de la Odisea, el único galardón literario en el cual participa un jurado formado por cien lectores.
También ha publicado varios artículos de investigación de ámbito biológico, así como numerosos trabajos sobre innovación y didáctica de las ciencias naturales. Ha formado parte de grupos de trabajo, que por sus aportaciones a la didáctica de las ciencias han sido dintinguidos con los premios Barcanova a la renovación pedagógica (1992), Fundación Enciclopedia Catalana a la investigación e innovación pedagógica (1996) y Eudald Maideu (1998). Es socio de la Associació d'Escriptors en Llengua Catalana.

## Obra publicada

### Cuentos y novelas para niños y adolescentes
- El pes de la por, (con Silvia vega) Alfaguara, 1998
- El somni de la nena bruna. Premio Ciudad de Ibiza, Res Publica, 2000
- De tots colors. Alfaguara, 2001
- Set de llops. La Galera, 2003
- Un niu de formigues. Animallibres, 2008
- El beuratge. Alfaguara, 2003
- Els ulls d'Abdelslam. La Galera, 2001 (también traducido al castellano)
- Un niu de formigues. Animallibres, 2008
- El món fosc. Talps. Santillana/Jollibre, 2018

### Novela y narrativa breve para adultos
- Tres somnis blaus. Columna; premi Valldaura, 2000
- Cels taronges. Columna; premi Ciutat de Mollerussa, 2001
- Cabells propres. Columna; premi Pere Calders de Literatura Catalana, 2002
- L'olor de la pluja. La Magrana, 2006
- Calcs. Mataró. Ajuntament de Mataró, 2005
- El cant de les dunes. Pagès editors, 2006
- El raptor de gnoms. La Magrana, 2007
- Mans lliures. Edicions 62, 2009 62, 2009
- Dissecions. Proa; premi El lector de L'Odissea, 2001
- Orsi, Editorial Meteora, 2012
- La mort del corredor de fons. Edicions 62, 2012.
- La decisió de Manperel. Columna, 2013. Premi Pin i Soler de narrativa, 2013.
- Científics lletraferits(con Salvador Macip), Ed. Mètode, 2013.
- 100 situacions extraordinàries a l'aula. Ed. Cossetània, 2014.
- Foc verd. Ed. Alrevés. 2016
- Mans negres. Pagès Editors. 2017

### Relatos en antologías
- L'home que estripava llibres, en Un cop de Sort. Proa, 2003
- Dos anys de vacances en "Els fills del capità Verne". Lleida, Pagès editors, 2005
- El laberint, en Salou 6 pre-textos III. Barcelona, Meteora, 2007
- Segrest exprés, en Crims.cat, Alrevés, 2010.
- Nit del segon origen, en Tombes i lletres, Ed. Sidilla, 2010.
- Crònica breu d'un ésser estàtic, en Científics lletraferits, Ed. Mètode, 2013.
- Els hostes, en Contes de terror, Lleida. Apostroph, 2017.
- La trampa, en Viatge a la perifèria criminal, Barcelona, Alrevés, 2017